# Gabriele Kühn
Pour les articles homonymes, voir Kühn.
Gabriele Kühn (nom de naissanxce : Lohs), née le 11 mars 1957 à Dresde (RDA), est une rameuse d'aviron est-allemande. Elle est la belle-mère du rameur Peter Cipollone.

## Carrière
Elle est sacrée championne olympique de huit aux Jeux olympiques de 1976 de Montréal et aux Jeux olympiques de 1980 à Moscou.
Elle est aussi championne du monde de huit en 1977 et vice-championne du monde en 1978.